# Unterwachingen
Unterwachingen è un comune tedesco di 180 abitanti, situato nel land del Baden-Württemberg.